# All Singing, All Dancing
«All Singing, All Dancing» (с англ. — «Все поют, все танцуют») — одиннадцатая серия девятого сезона мультсериала «Симпсоны».

## Сюжет
Гомер берет в видеопрокате кинофильм Золото Калифорнии. Они с Бартом ожидают увидеть жестокий вестерн с Ли Марвином и Клинтом Иствудом, но оказывается, что это мюзикл. Раздосадованный Гомер вытаскивает кассету и начинает поносить пение, но Мардж делает замечание, что Гомер сам частенько поёт.
Дальше начинается попурри из песен, уже спетых в сериале:
| Название                                 | Сезон | Серия                          |
| ---------------------------------------- | ----- | ------------------------------ |
| «Baby on Board»                          | 5     | «Homer’s Barbershop Quartet»   |
| «We Put the Spring in Springfield»       | 8     | «Bart After Dark»              |
| «Springfield, Springfield»               | 5     | «Boy-Scoutz ’n the Hood»       |
| «Who Needs the Kwik-E-Mart?»             | 5     | «Homer and Apu»                |
| Версия Красти песни «Send In the Clowns» | 4     | «Krusty Gets Kancelled»        |
| «See My Vest»                            | 6     | «Two Dozen and One Greyhounds» |
| «The Monorail Song»                      | 4     | «Marge vs. the Monorail»       |
| «In the Garden of Eden»                  | 7     | «Bart Sells His Soul»          |
| «We Do» (Гимн каменщиков)                | 6     | «Homer the Great»              |

Пение семьи привлекает Змея, и он врывается в дом; пение Симпсонов его раздражает, и он поёт сам.

## Другие эпизоды-нарезки
- «So It’s Come to This: A Simpsons Clip Show»
- «Another Simpsons Clip Show»
- «The Simpsons 138th Episode Spectacular»
- «Gump Roast»